# ピアズ・アンソニイ
ピアズ・アンソニイ（Piers Anthony、1934年8月6日 - ）は、イギリス生まれの小説家、SF作家、ファンタジー作家。現在はアメリカ合衆国在住。「アンソニイ」（早川書房、社会思想社）の表記は、「アンソニー」（文藝春秋）、「アンソニィ」とも。代表作はファンタジーの「魔法の国ザンス」シリーズ。SFも少なくないが、日本で知られているのは『縄の戦士』など数冊に過ぎない。

## 日本語訳作品リスト

### SF
- 『縄の戦士』(Sos the Rope)
- 「クラスター・サーガ」
  1. 『キルリアンの戦士』(Cluster)
  2. 『タローの乙女』(Chaining the Lady)
  3. 『オーラの王者』(Kirlian Quest)

### ファンタジー
- 『黄金のドラゴン』(Dragon's Gold)
- 「魔法の国ザンス」シリーズ
  1. 『カメレオンの呪文』(A Spell for Chameleon)：英国幻想文学大賞受賞
  2. 『魔王の聖域』 (The Source of Magic)
  3. 『ルーグナ城の秘密』(Castle Roogna)
  4. 『魔法の通廊』(Centaur Aisle)
  5. 『人喰い鬼の探索』(Ogre,Ogre)
  6. 『夢馬の使命』(Night Mare)
  7. 『王女とドラゴン』(Dragon on a Pedestal)
  8. 『幽霊の勇士』(Crewel Lye -A Caustic Yarn-)
  9. 『ゴーレムの挑戦』(Golem in the Gears)
  10. 『悪魔の挑発』(Vale of the Vole)
  11. 『王子と二人の婚約者』(Heaven Cent)
  12. 『マーフィの呪い』(Man from Mundania)
  13. 『セントールの選択』(Isle of View)
  14. 『魔法使いの困惑』 (Question Quest)  (1991年)
  15. 『ゴブリン娘と魔法の杖』(The Colour of Her Panties) (1992年)
  16. 『ナーダ王女の憂鬱』(Demons Don't Dream) (1992年)
  17. 『名誉王トレントの決断』(Harpy Thyme) (1993年)
  18. 『ガーゴイルの誓い』(Gies of the Gargoyle) (1995年)
  19. 『女悪魔の任務』(Roc and a Hard Place) (1995年)
  20. 『魔王とひとしずくの涙』(Yon Ill Wind) (1996年)
  21. 『アイダ王女の小さな月』(Faun & Games) (1997年)
  22. Zombie Lover (1998)  未訳
  23. Xone of Contention (1999)   未訳
  24. The Dastard (2000)   未訳
  25. Swell Foop (2001)   未訳
  26. Up in a Heaval (2002)  未訳
  27. Cube Route-Ay Adult- (2003)  未訳
  28. Currant Events (2004)  未訳
  29. Pet Peeve (2005)  未訳
  30. Stork Naked (2006)  未訳
  31. Air Apparent (2007)  未訳
  32. Two to the Fifth (2008)  未訳
  33. Jumper Cable (2009)  未訳
  34. Knot Gneiss (2010)  未訳
  35. Well-Tempered Clavicle (2011)   未訳
  36. Luck Of The Draw (2012)   未訳
  37. Esrever Doom (2013)   未訳
  38. Board Stiff (2013)   未訳
  39. Five Portraits (2014) 未訳
  40. Isis Orb (2016)　未訳
  41. Ghost Writer in the Sky (2017) 未訳
  42. Fire Sail (2019) 未訳
  43. Jest Right (予定)
  44. Skeleton Key (予定)
  45. A Tryst of Fate (予定)
  46. Six Crystal Princesses (予定)
  47. Apoca Lips (予定)

（27までが第一部　28以降は第二部）

### ノヴェライズ
- 『トータル・リコール』(Total Recall)